# Dummy
En dummy er en (skitseagtig) model eller et prøveeksemplar lavet i hånden af en tryksag eller en udskydning til brug for planlægningen af layoutet. Udtrykket anvendes også om en model af en indbinding.
Dummyen kan simplest laves som et (evt. foldet) ark papir, hvor man kan aftegne, hvilket indhold, der skal placeres hvor. Foldes arket som den færdig tryksag, kan man planlægge, hvad der skal stå over for hvad. En dummy kan bestå af flere ark, hvorved man også kan planlægge placeringen af de enkelte sider på samme ark (udskydning). F.eks. trykkes side 2 og side 3 ofte ikke på samme ark.